# روچی
روچی (به بلغاری: Ruchey) یک منطقهٔ مسکونی در بلغارستان است که در شهرستان کروموفگراد واقع شده‌است.